# Cum hoc ergo propter hoc
Cum hoc ergo propter hoc (en llatí, "juntament amb això, llavors a conseqüència d'això") és una fal·làcia lògica que afirma que dos esdeveniments que ocorren al mateix temps tenen una relació causa-efecte.
En aquest tipus de fal·làcia lògica, es fa una conclusió prematura sobre la causalitat després d'observar una relació entre dos o més fets.
Normalment, si s'observa que un esdeveniment (A) només està correlacionat amb un altre esdeveniment (B), s'assegura de vegades que A està automàticament causant B, fins i tot quan no hi ha cap prova que recolzi una relació causa-efecte. El fet d'assegurar erròniament que A causa B el converteix en una fal·làcia lògica, perquè hi ha almenys quatre possibilitats:
- (1.) B pot ser la causa d'A, o
- (2.) Un tercer esdeveniment, desconegut, és la causa de la relació entre A i B, o
- (3.) La relació és tan complexa que pot ser etiquetada com a coincident (dos fets que ocorren al mateix temps no tenen una relació simple entre ells, més enllà que estan passant al mateix temps), o
- (4.) B pot ser la causa de A a la vegada que A és la causa de B (contradient que l'única relació entre ambdós és que A causa B).

En altres paraules, (1.) No hi pot haver una conclusió considerant la direccionalitat d'una possible relació causa-efecte tan sols tenint en compte que A està correlacionada amb B, i (2.) En una correlació entre dos esdeveniments hi ha sempre la possibilitat que un desconegut tercer sigui la causa d'aquesta relació. Determinacions l'existència d'una relació causa-efecte requereix una investigació científica, encara en aquells casos en què s'assegura que la relació entre A i B és una correlació estadística "perfecta" (en estadística, els coeficients+1 i -1, això és, que en tot cas un esdeveniment o bé està present amb l'altre o bé sempre absent). L'exemple (4.) Descriu un sistema autoreforçant.

## Exemples
Una investigació científica conclou que la gent que fa servir cànnabis (A) té més risc de desenvolupar una malaltia psiquiàtrica. (B) 
Aquesta correlació és de vegades emprada per donar suport a la teoria que l'ús de cànnabis causa una malaltia psiquiàtrica (A és la causa de B). Tot i que això podria ser veritat, no podem automàticament percebre una relació causa-efecte d'un estudi que només ha mostrat que aquells que usen cànnabis són més propensos a tenir malalties psiquiàtriques. D'aquest mateix estudi es pot concloure que (1.) Tenir una predisposició a una malaltia psiquiàtrica causa l'ús de cànnabis (B causa A), o (2.) Que un tercer factor (per exemple, la pobresa) és la veritable causa d'haver trobat un gran nombre de gent (comparat amb el públic en general) que utilitza cànnabis i pateix un desordre mental. Assumir que A causa B és temptador, però es necessita més recerca científica que pugui aïllar variables exògenes quan l'actual només ha determinat una correlació estadística.
Un altre exemple:
 La venda de gelats està fortament correlacionada amb l'índex de crims. 
 Per tant, les majors vendes de gelats causen el crim.
L'anterior argument assegura prematurament una relació entre les vendes de gelats i el crim. Una explicació més plausible és que les altes temperatures fan augmentar les vendes de gelats però també l'índex del crim, potser per provocar irritació o cansament entre la gent, o per augmentar el nombre de persones que surten a la nit.
Un exemple recent:
 Els nens que dormen amb la llum encesa són més propensos a desenvolupar miopia en l'edat adulta.
Aquesta va ser la conclusió d'un estudi del centre mèdic de la Universitat de Pennsilvània, publicat el 13 de maig de 1999 a la revista Nature, i que va tenir gran repercussió en la premsa de l'època. No obstant això, un posterior estudi de la Universitat Estatal d'Ohio no va trobar cap enllaç entre el fet que els nens dormin amb la llum encesa i el desenvolupament de miopia, però sí que es va trobar una forta relació entre la miopia dels pares i el desenvolupament en els nens d'aquest defecte, i també va observar que els pares miops tenien major tendència a deixar els llums encesos a les habitacions dels seus fills.
Un altre exemple:
 No menjar causa anorèxia nerviosa.
Aquest podria ser un exemple del cas (4.): És cert que no menjar causa anorèxia nerviosa, però també es pot defensar que el fet d'haver desenvolupat anorèxia nerviosa provoca que hom no mengi.

## Determinació de la causalitat
Perquè un esdeveniment sigui causa d'un altre ha de succeir primer, encara que de vegades es diu que tots dos tenen lloc simultàniament.
Una consideració important és la presència o absència d'un mecanisme conegut que pogués explicar com un esdeveniment causa l'altre. Usant un exemple anterior, si es descobreix que els gelats contenen una substància química que fa més agressiu a qui els ingereixi, la causalitat seria més plausible. Un contraexemple pot ser l'astrologia, donat que no hi ha cap mecanisme conegut que expliqui per què la personalitat d'una persona pot ser afectada per la posició de les estrelles. Per descomptat, l'absència d'un mecanisme conegut no descarta la possibilitat que aquest existeixi realment i pugui ser descobert.
Una altra possibilitat en el cas d'esdeveniments correlacionats és que la direcció de causalitat  suggerida  sigui incorrecta. Per exemple:
 Cada vegada que es treu a la venda un joc d'alt nivell, les vendes de les consoles augmenten. 
 Per tant, els jocs d'alt nivell coincideixen en el temps amb els pics de vendes de les consoles. 
En aquest exemple, la causa més plausible seria que l'augment de les vendes de les consoles venen causades per la sortida al carrer de jocs d'alt nivell. En l'exemple citat, la direcció de la causalitat és errònia.
L'enunciat "correlació no implica causalitat" denota que és incorrecte deduir causalitat únicament d'una correlació estadística. Si només es té A i B, una correlació entre ells no permet deduir que A causa B, o a l'inrevés, i menys encara deduir la connexió. Però si hi havia una causa comuna, i es té aquesta informació, sí que es pot establir l'estructura correcta. Més encara si es té un efecte comú a partir de dues causes independents.
No obstant això, encara que se sol oblidar, aquest consell també s'exagera, com si impliqués que no es pot deduir una causalitat de dades estadístiques. Òbviament, no s'ha de concloure prematurament que els gelats causen tendències criminals. S'espera que la correlació ens porti fins a la causalitat real. De nou, la tendència és suposar que les correlacions fortes impliquen algun tipus de causalitat, independentment d'una causa comuna o una mica més complicat com múltiples esdeveniments. El filòsof Hans Reichenbach va suggerir el  Principi de causa comuna, que bàsicament afirma que les correlacions fortes tenen explicacions causals, i que si no hi ha un camí causal de A a B (o a l'inrevés), llavors ha d'haver-hi una causa comuna, potser una de remota.
El principi de Reichenbach està estretament unit a la condició causal de Markov utilitzada en xarxes bayesianes. La teoria proposa condicions sota les quals es pot deduir una estructura causal, quan no es tenen només correlacions, sinó també correlacions parcials. Això pot ajudar el nostre problema. Per exemple, un cop considerada la temperatura, la correlació entre gelats venuts i crims desapareix, el que concorda amb una causa comuna.
En documentació estadística aquest tema es discuteix sovint sota el títol de falsa correlació i la paradoxa de Simpson.
El filòsof David Hume va defensar que qualsevol tipus de causalitat no pot ser percebuda (i per tant no pot ser coneguda o provada), i en canvi només es pot percebre correlació. No obstant això, podem usar la mètode científic per descartar falses causes.